# Quadrangle de Casius

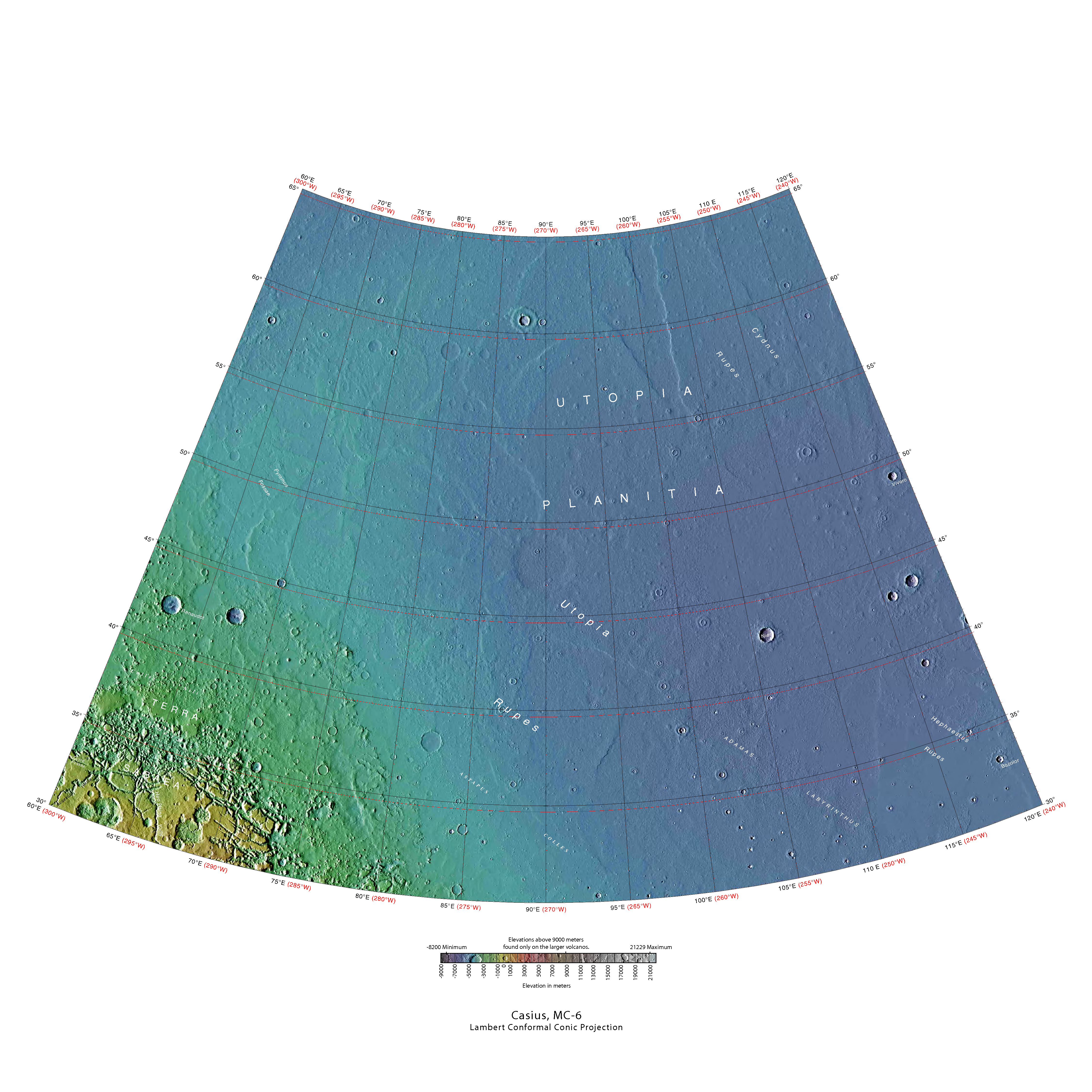
Quadrangle de Casius

Dans le cadre de la géographie de la planète Mars, le quadrangle de Casius  — également identifié par le code USGS MC-06 — désigne une région martienne définie par des latitudes comprises entre 30º et 65º N et des longitudes comprises entre 60º et 120º E. 